# Gonanticlea anticleata
Gonanticlea anticleata är en fjärilsart som beskrevs av Moore 1888. Gonanticlea anticleata ingår i släktet Gonanticlea och familjen mätare. Inga underarter finns listade i Catalogue of Life.